# فستوكة أريزونية
الفستوكة الأريزونية نوع نباتي يتبع جنس الفستوكة من الفصيلة النجيلية.
ينتشر النبات في مناطق جنوب غرب الولايات المتحدة.

## الوصف النباتي
النبات عشبي قائم ينمو في حُزم.